# Obstanser See

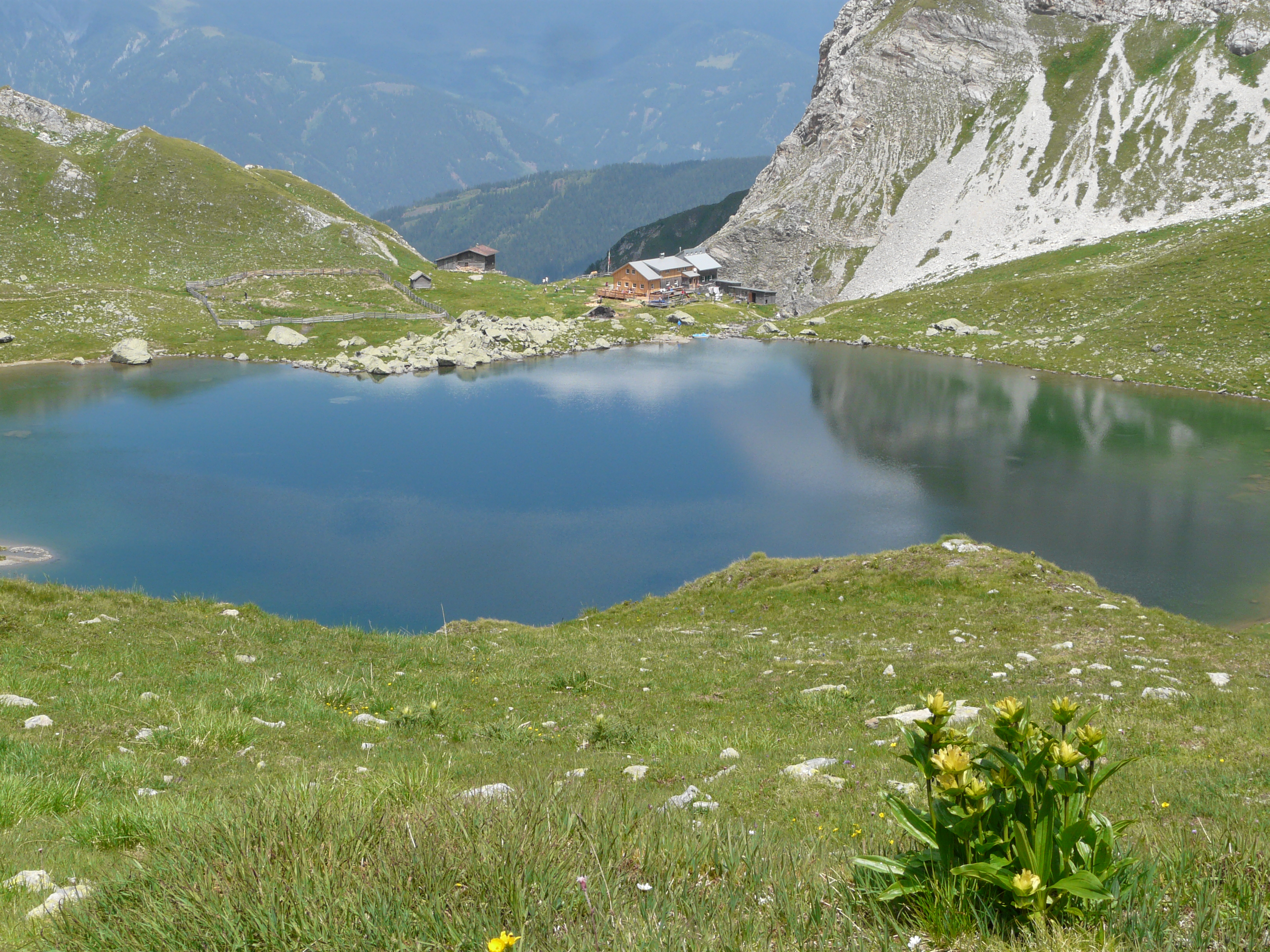
Obstanser See mit Hütte von Süden

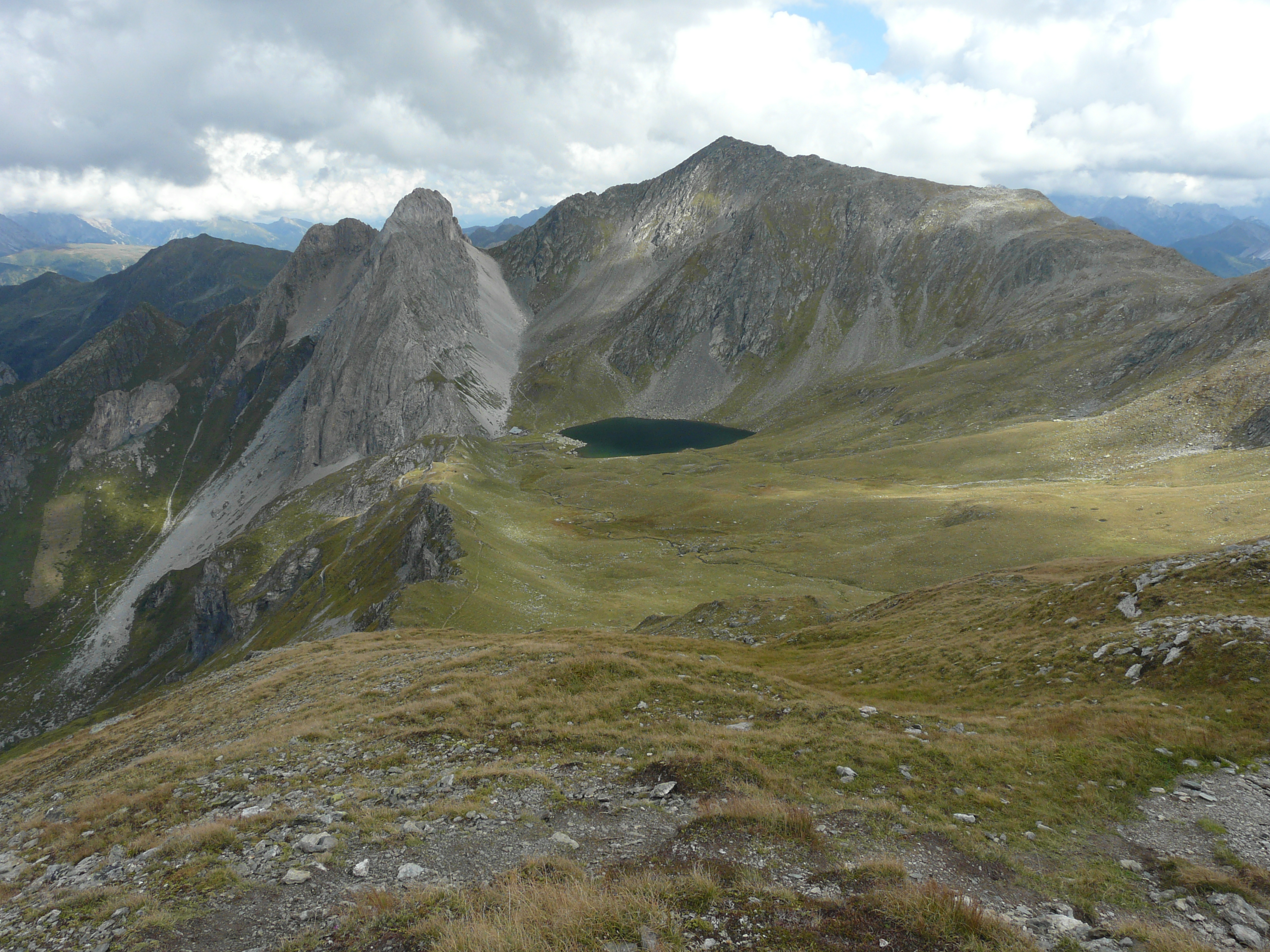
Der Talkessel des Obstanser Sees Richtung Osten mit Roßkopf (links) und Pfannspitze (rechts)

Der Obstanser See ist ein rund 3 ha großer Bergsee in den Karnischen Alpen in Osttirol.

## Geographie
Der See liegt im Gemeindegebiet von Kartitsch auf einer Höhe von 2300 m ü. A. unterhalb des Karnischen Hauptkamms, der die Grenze zur italienischen Provinz Belluno bildet. Umrahmt wird der See von den Gipfeln Cima Frugnoni (2561 m ü. A.), Pfannspitze (2678 m ü. A.) und Rosskopf (2603 m ü. A.). Am Nordufer befindet sich die Obstansersee-Hütte.
Mit rund 3 ha Fläche ist er nach dem Wolayer See der größte See des Karnischen Hauptkamms. Der Seeboden ist auf weiten Strecken fast eben mit einer Tiefe von sieben bis acht Metern, die größte gemessene Tiefe beträgt 8,3 m.
Der See erhält drei kleine Zuflüsse von Norden, Westen und Südwesten.
Der Abfluss erfolgt über einen Bach am Nordende, der nach kurzer Strecke in einem Ponor im Karst verschwindet, durch ein Höhlensystem fließt und nach der Überwindung von rund 170 Höhenmetern zusammen mit weiteren Karstwässern im Obstanser Wasserspeier wieder austritt. Der Bach fließt anschließend durch das Winklertal zum Gailbach.

## Entstehung
Die Entstehung des Obstanser Sees ist vermutlich dem Gletscher zu verdanken, der in den Eiszeiten die Hinteralm, den Hang zwischen dem heutigen See und dem Hauptkamm, bedeckte. Nach dem Abschmelzen des Gletschers bildete sich in seinem Zungenbecken der See, der durch einen in West-Ost-Richtung verlaufenden Riegel aufgestaut wurde.

## Beschaffenheit
Der Obstanser See ist ein oberflächenwarmer Hochgebirgssee, bei dem die Erwärmung im Sommer nur sehr langsam in die Tiefe dringt. Die Temperatur steigt kaum über 10 °C, rund 8 Monate im Jahr ist der See von Eis bedeckt. Er weist eine deutliche Winter-Sprungschicht auf, im Sommer wurde keine Sprungschicht beobachtet.
Das Wasser ist klar mit einer Sichttiefe von über 5 Metern. Es weist einen hohen Eisengehalt, aber einen geringen Sauerstoffgehalt auf, wie bei anderen Hochgebirgsseen dürfte die starke Sauerstoffzehrung im Tiefenwasser während der Eisbedeckung dafür verantwortlich sein.

## Flora und Fauna
Der See ist reich an Nannoplankton, an Fischen finden sich Forellen, die im 19. Jahrhundert eingesetzt wurden.
Das Ufer wird teils von Schutthalden gebildet, teils ist es begrünt und beweidet. Im Verlandungsbereich des Nordufers wächst u. a. Alpen-Rispengras, Einjähriges Rispengras, Alpen-Lieschgras, Rasen-Schmiele, Scheuchzers Wollgras, Braun-Segge, Kleinblütige Segge, Gämsen-Binse, Kraut-Weide, Bitteres Schaumkraut, Mierenblättriges Weidenröschen und Alpen-Soldanelle. Zwischen den Blütenpflanzen finden sich eine reichhaltige Algenflora mit Kieselalgen, Grünalgen, Jochalgen und Zieralgen.

## Freizeit
Der Obstanser See ist ein beliebtes Wanderziel, das von Kartitsch durch das Winklertal oder über den Karnischen Höhenweg erreichbar ist. Am See können Tretboote gemietet werden.